# Diplo
Diplo, egentligen Thomas Wesley Pentz, född 10 november 1978 i Tupelo, Mississippi är en amerikansk musikproducent och DJ. Han har samarbetat med artister som Sia Furler, Skrillex, Madonna, Beyoncé, No Doubt, Justin Bieber, Usher, M.I.A., och Snoop Lion, XXXTentacion.  Artistnamnet är en förkortning av Diplodocus, vilket kommer från hans fascination för dinosaurier som barn. Han är med i en grupp som heter Major Lazer tillsammans med Jillionaire och Walshy Fire. Han gör också musik tillsammans med Sia och Labrinth, då under namnet LSD.

## Diskografi
- 2004 – Florida